# Zapomenuté světlo (film)
Zapomenuté světlo je český film natočený roku 1996 v režii Vladimíra Michálka; svým názvem odkazuje na stejnojmennou knihu Jakuba Demla z roku 1934, ze které čerpá některé motivy.
Roku 1997 film získal tři České lvy (za nejlepší mužský herecký výkon – Bolek Polívka, nejlepší zvuk – Radim Hladík mladší a nejlepší ženský herecký výkon ve vedlejší roli – Veronika Žilková) a nominován byl v dalších čtyřech kategoriích. Téhož roku byl snímek na Mezinárodním filmovém festivalu v Karlových Varech oceněn třemi cenami včetně ceny publika. Vladimír Michálek získal v roce 1998 cenu za nejlepší režii na Newport International Film Festival.
Film byl natáčen v obcích Roprachtice, Výsluní, v osadě Jizerka, Ústí nad Labem a v Litoměřicích.

## Děj

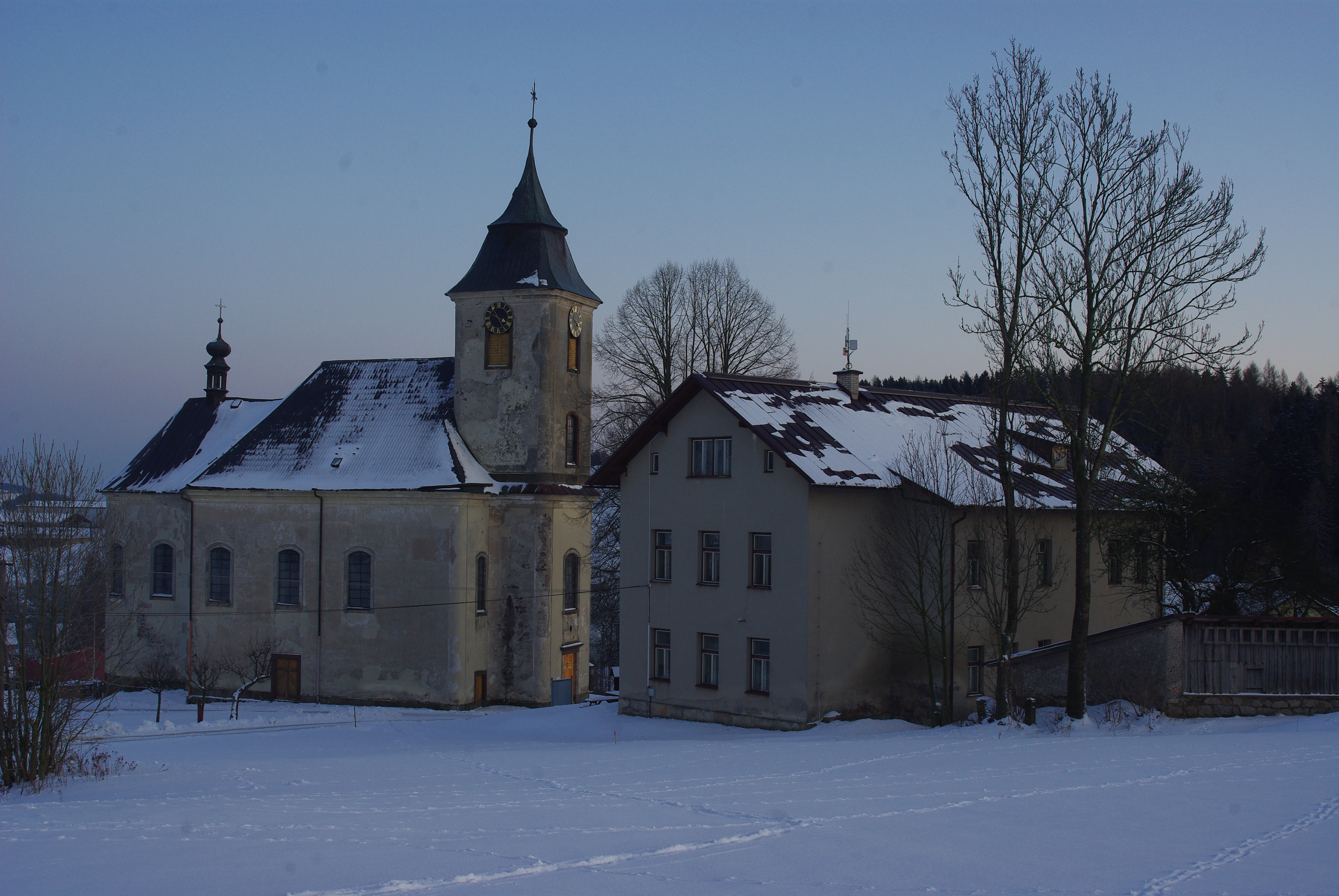
Kostel Nejsvětější Trojice v Roprachticích – hlavní dějiště filmu

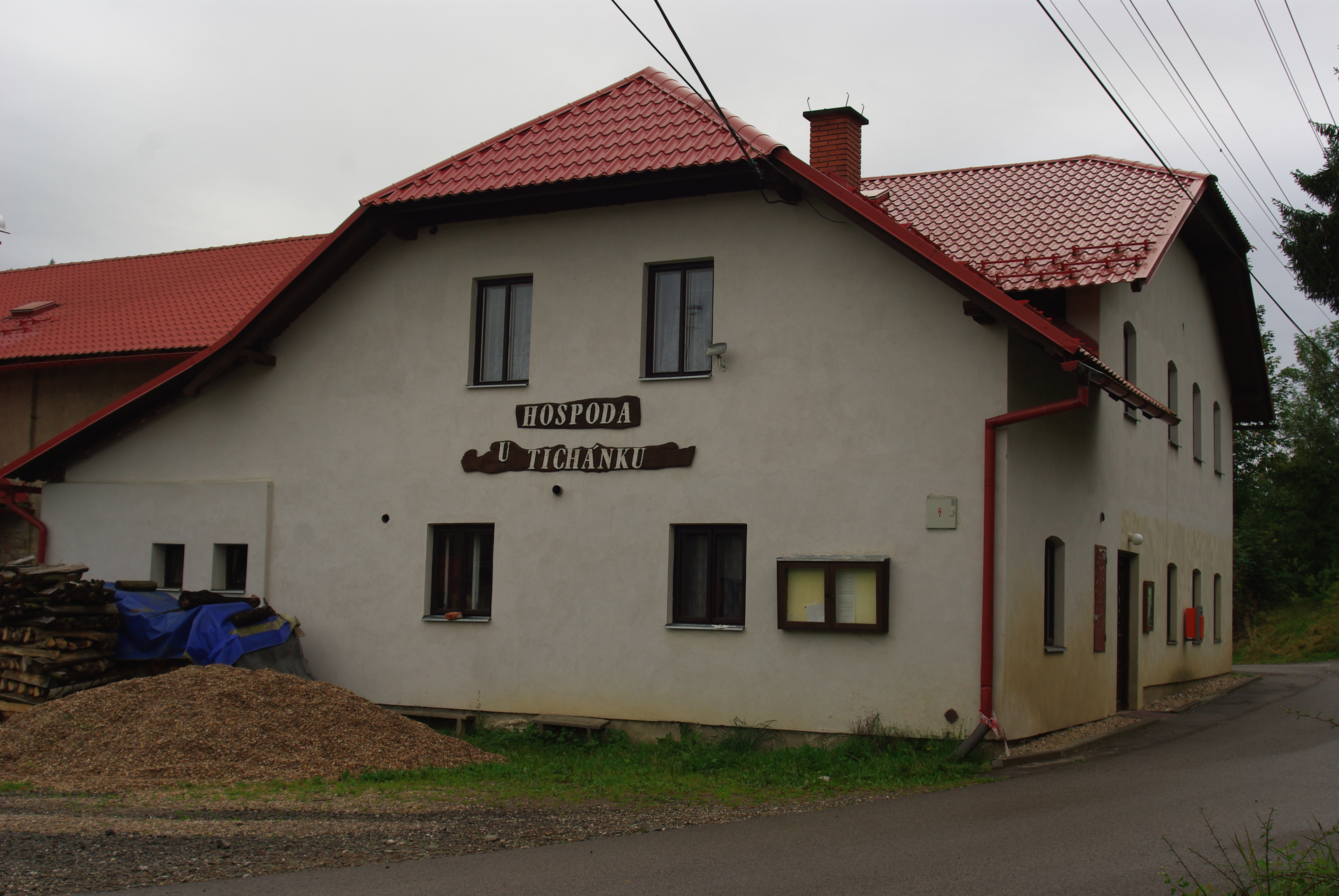
Hospoda U Tichánků v Roprachticích – ve filmu hospoda a dílna sochaře Klímy (Jiří Pecha)

Film se odehrává na konci osmdesátých let. Venkovský farář Holý (Bolek Polívka) svádí boj s nepřízní osudu i nástrahami, které mu do cesty kladou komunističtí funkcionáři, ale bojuje i s nepochopením kapitulního vikáře, člena Pacem in terris (kapitulní vikář není ve filmu pojmenován, fyzicky se však velmi podobá Mons. Josefu Hendrichovi, v letech 1974–1989 kapitulnímu vikáři litoměřické diecéze; část filmu je natáčena v prostorách litoměřické biskupské rezidence). Hlavní dějovou linkou filmu je snaha faráře Holého o záchranu chátrajícího kostela. Podobnost se stejnojmennou knihou Jakuba Demla je de facto pouze ve vedlejší dějové lince: Podobně jako Deml ve své knize, je i farář Holý konfrontován s utrpením smrtelně nemocné milované osoby – Marjánky (Veronika Žilková).

## Obsazení
| Boleslav Polívka     | farář Holý        |
| Veronika Žilková     | Marjánka          |
| Jiří Pecha           | Klíma             |
| Zita Kabátová        | Tante             |
| Jiří Lábus           | farář Kubišta     |
| Petr Kavan           | Francek           |
| Antonín Kinský       | sám sebe          |
| Simona Peková        | Klímová           |
| Ivo Kubečka          | Novák             |
| Jaromíra Mílová      | Betina            |
| Soňa Valentová       | dr. Prokopová     |
| Richard Metznarowski | kapitulní vikář   |
| Miroslav Knoz        | arcibiskup        |
| Hana Frejková        | Novačka           |
| Václav Legner        | Mládek            |
| Jiří Samek           | Vacek             |
| Milan Riehs          | církevní tajemník |
| Kryštof Hanzlík      | doktor            |
| Jura Smutný          | horal             |
| Alena Pacholíková    | Alena             |
| Agáta Hanychová      | Eliška            |
| Monika Nosková       | Terezka           |
| Václav Pacholík      | Václav            |
| Martin Chlum         | Martin            |

## Zajímavosti
- Podle představitelky Marjánky, Veroniky Žilkové, tvůrci obeslali pozvánkami několik kleriků včetně kardinála Miloslava Vlka; reakce zněla: ‚Polívka a Lábus jako faráři? Na premiéru nejdeme.‘ Katolická církev zpočátku snímek vetovala, po dvou letech se však Žilková od jednoho kněze dozvěděla, že se dává jako rozhřešení (zpovědník ordinoval „místo otčenáše […] Zapomenuté světlo“).[1]
- Snímek byl po čtvrtstoletí a jednom roce, k poctě Boleslava Polívky, uveden na 56. ročníku MFF KV.[1]